# Gil Elvgren
Gillette A. Elvgren, noto come Gil Elvgren (Saint Paul, 15 marzo 1914 – Siesta Key, 29 febbraio 1980), è stato un illustratore e pittore statunitense del XX secolo.

## Carriera

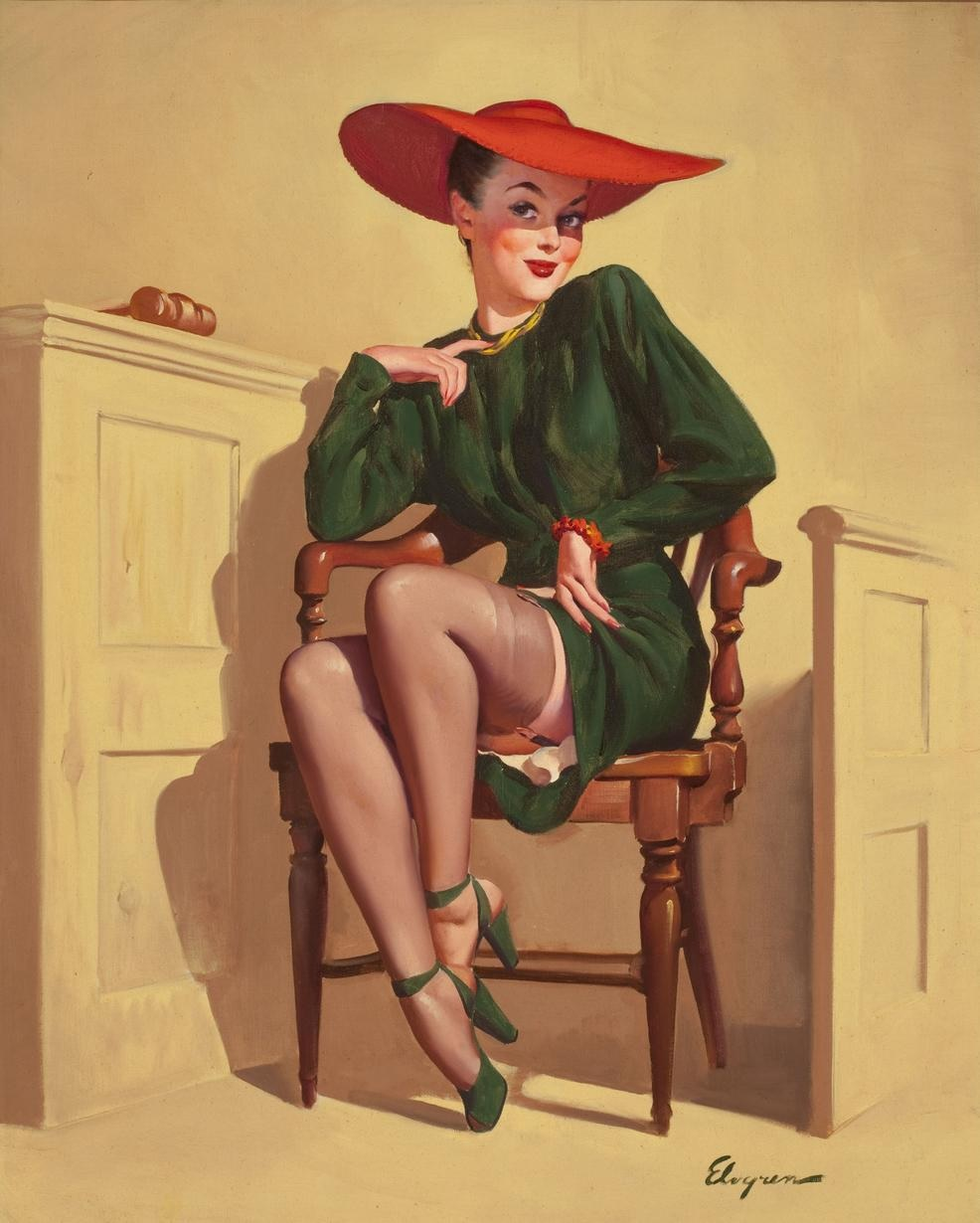
Gil Elvgren «The Verdict Was, Wow!», 1947

Gil Elvgren nacque il 15 marzo 1914 a St. Paul, Minnesota. Il padre, Alex Aner Elvgren, svedese, aveva un negozio di vernici e tappezzeria; la madre, Goldie Alice Gilette era nata in Wisconsin e si esibiva insieme alla sorella cantando e ballando nelle chiese e nei club.
Fin da piccolo Elvgren manifestò tendenze artistiche dedicandosi alla pittura, ad intagliare il legno e a costruire modellini di aerei. Durante l'adolescenza sviluppò un grande interesse per i giochi matematici e si dedicò anche molto allo sport, soprattutto al football e al golf.
Nel 1932 si diplomò alla University High School e si iscrisse alla facoltà di architettura della University of Minnesota. Nel 1933, però, abbandonò tutto e fuggì a Chicago per dedicarsi alla pittura, insieme con la ragazza di cui si era innamorato, Janet Cecilia Cummins. Qui Elvgren si iscrisse alla American Academy of Art, dove si laureò a metà degli anni trenta. Ritornato a St. Paul aprì un proprio studio e a poco a poco i clienti cominciarono ad arrivare. Uno dei suoi primi lavori fu la realizzazione di alcune immagini di pin-up per i celeberrimi calendari Dionne Quintuplets di Brown & Bigelow del 1937 e 1938, ma la vastissima produzione di pin-up che doveva renderlo celebre era ancora distante: il corpo di opere per cui Elvgren è oggi maggiormente ricordato, infatti, è costituito proprio dalle ragazze dipinte per i calendari della Brown & Bigelow dal 1944 ai primi anni cinquanta. Nel 1937, anche il principale concorrente di Brown & Bigelow, la Louis F. Dow Company, commissionò a Gil una serie di pin-up e la loro collaborazione proseguì fino al 1944: accanto alle dolci bellezze americane che richiamavano lo stile di Haddon Sundblom, Elvgren dipinse anche le prime ragazze che, quasi inconsapevolmente, assumevano pose maliziose, lasciando intravedere più che le semplici forme e lanciando sguardi significativi agli osservatori.
Per poter essere maggiormente in contatto con i suoi clienti, Elvgren ritornò a vivere a Chicago e nel 1940 cominciò a lavorare per la Stevens-Gross, una delle maggiori agenzie pubblicitarie dell'epoca, con la quale rimase fino al 1952. Per loro lavorava anche Haddon Sundblom, che ebbe un peso fondamentale nella formazione artistica di Elvgren. L'influenza di Sundblom è chiaramente visibile nel tratto dei disegni di Elvgren, tanto che, per esempio, quando molti anni dopo la 7 Up gli commissionò una illustrazione di Babbo Natale, l'ufficio legale della compagnia ne sconsigliò l'uso in quanto il Babbo Natale proposto da Elvgren era praticamente indistinguibile da quelli di Sundblom per la Coca-Cola.
Durante la sua permanenza alla Stevens-Gross Elvgren ebbe modo di lavorare per molte importanti compagnie, fra cui Coca-Cola in primis ma anche Ford, General Electric, Four Roses, Orange Crush e altri.
Mentre Elvgren andava affermandosi come artista professionista, la famiglia si ingrandiva: nel 1938 nacque la prima figlia, Karen, nel 1942 il primo figlio, Gillette Jr., e nel 1944 il secondo figlio, Drake. Amava molto la vita all'aria aperta e si dedicava spesso alla pesca e alla caccia; le armi erano una sua grande passione e ben presto divenne anche un collezionista.
Durante la seconda guerra mondiale, a causa della gotta di cui soffriva da tempo, non poté arruolarsi nell'esercito ma prestò comunque servizio civile come istruttore di armi da fuoco. Nel 1944 Elvgren cominciò a collaborare stabilmente anche con la Brown & Bigelow, pur riservandosi la facoltà di mantenere anche gli altri clienti che non fossero loro diretti concorrenti. Dal 1946 cominciarono a comparire fra le sue illustrazioni anche i primi nudi. Nel 1951 aprì un suo studio di illustrazione e ben presto il lavoro fu talmente copioso che fu costretto anche ad assumere altri artisti.
Nel 1956, insieme a tutta la famiglia, si trasferì a Siesta Key in Florida, dove aprì un nuovo studio e cominciò anche a realizzare ritratti per conto di personaggi famosi, fra cui Myrna Loy, Donna Reed e Kim Novak. Fra gli anni cinquanta e sessanta comparire nei calendari di Elvgren divenne addirittura una moda per le aspiranti star.
Continuando a mantenere i suoi clienti nel settore pubblicitario, concesse sempre più spazio anche alle illustrazioni per riviste quali Cosmopolitan, Redbook, The Satuday Evening Post.
Morì di cancro il 29 febbraio 1980 all'età di 65 anni.

## Pubblicazioni
- (EN)  Elvgren: His Life & Art, Collectors Press Inc., 1998. ISBN 1-888054-05-0
- (EN)  Gil Elvgren: All his glamorous American pin-ups, Taschen, 1999. ISBN 3-8228-6611-3
- (ES)  Gil Elvgren: The complete pin-ups, Taschen, 2008. ISBN 978-3-8365-0306-8

## Curiosità
- La copertina dell'album Bufalo Bill di Francesco De Gregori è un particolare del ritratto Aiming to Please (I Shot Him in the Excitement) di Elvgren, pubblicato nel 1946.